# St. Peter und Paul (Hosenfeld)
| St. Peter und Paul (Hosenfeld) |                    |
| Pfarrkirche                    |                    |
| Hosenfeld_Kirche.png           |                    |
| Ort                            | Hosenfeld          |
| Konfession                     | römisch-katholisch |
| Diözese                        | Fulda              |
| Patrozinium                    | Peter und Paul     |
| Baujahr                        | 1779/80            |
| Bautyp                         | Saalkirche         |
| Funktion                       | Filialkirche       |

Die römisch-katholische denkmalgeschützte Kirche St. Peter und Paul steht in Hosenfeld, einer Gemeinde im Landkreis Fulda von Osthessen. Sie ist Filiale der Pfarrei Heilig Kreuz im Fuldaer Land im Dekanat Neuhof-Großenlüder des Bistums Fulda.

## Geschichte
Erstmals wurde urkundlich eine Kirche in Hosenfeld im Jahre 1365 erwähnt. In der Urkunde versetzte Abt Heinrich VII. von Kranlucken mit Einwilligung des Dechants Dietrich und des Konvent des Klosters Fulda für 1260 Gulden das Gericht Hosenfeld  mit Gotteshaus und Reichsleuten an Ritter Johann von Dernbach. 
Die Heutige Kirche wurde 1779/80 als stattlicher Kirchenbau mit 5 Fensterachsen (Flachbogenfenster) vom Bauinspektor Karl Philipp Arnd aus Fulda unter dem seinerzeitigen Bischof von Fulda Heinrich von Bibra errichtet. Es ist eine der letzten barocken Kirchenbauten des Fuldaer Landes. 

## Beschreibung

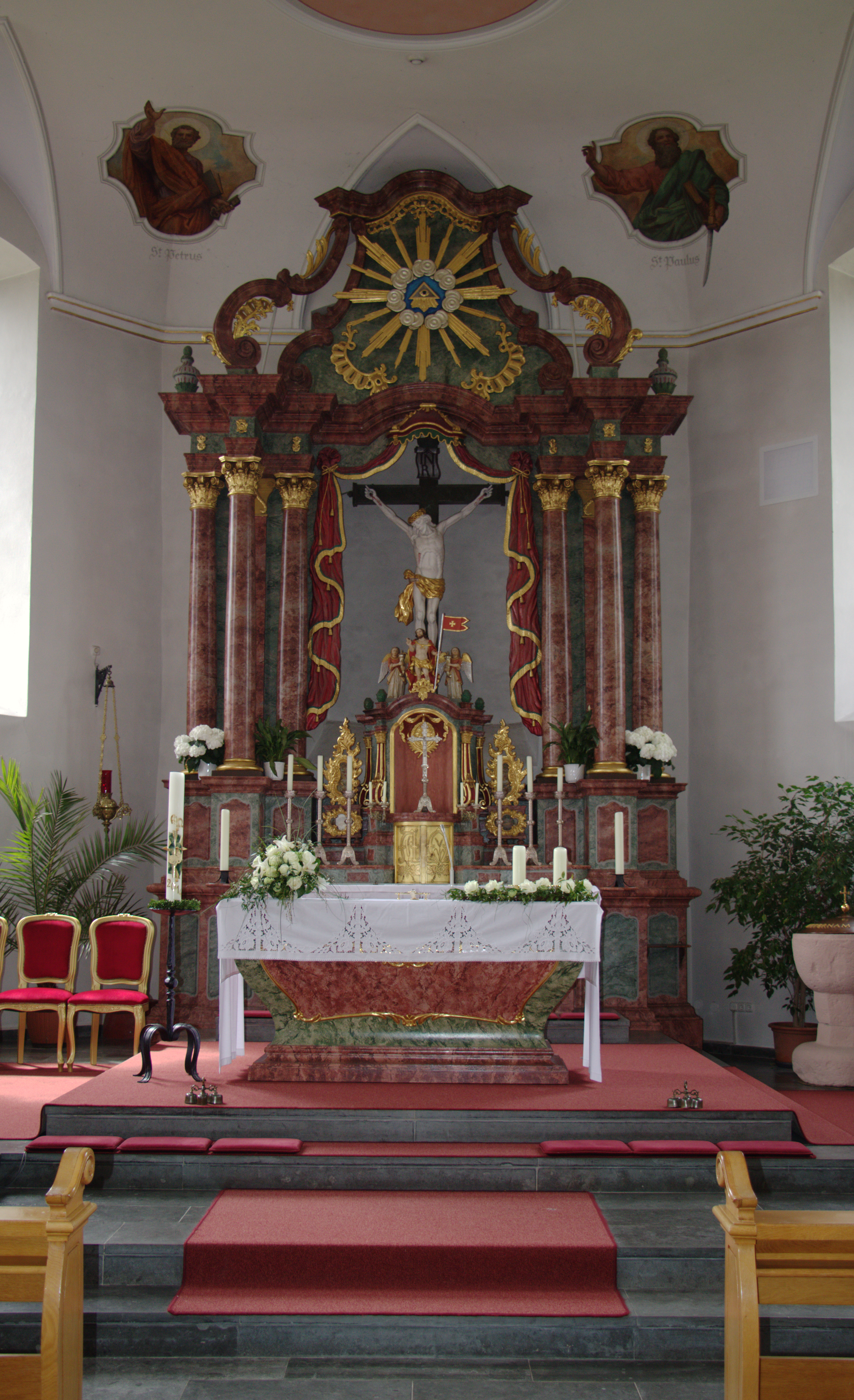
Blick zum Altar

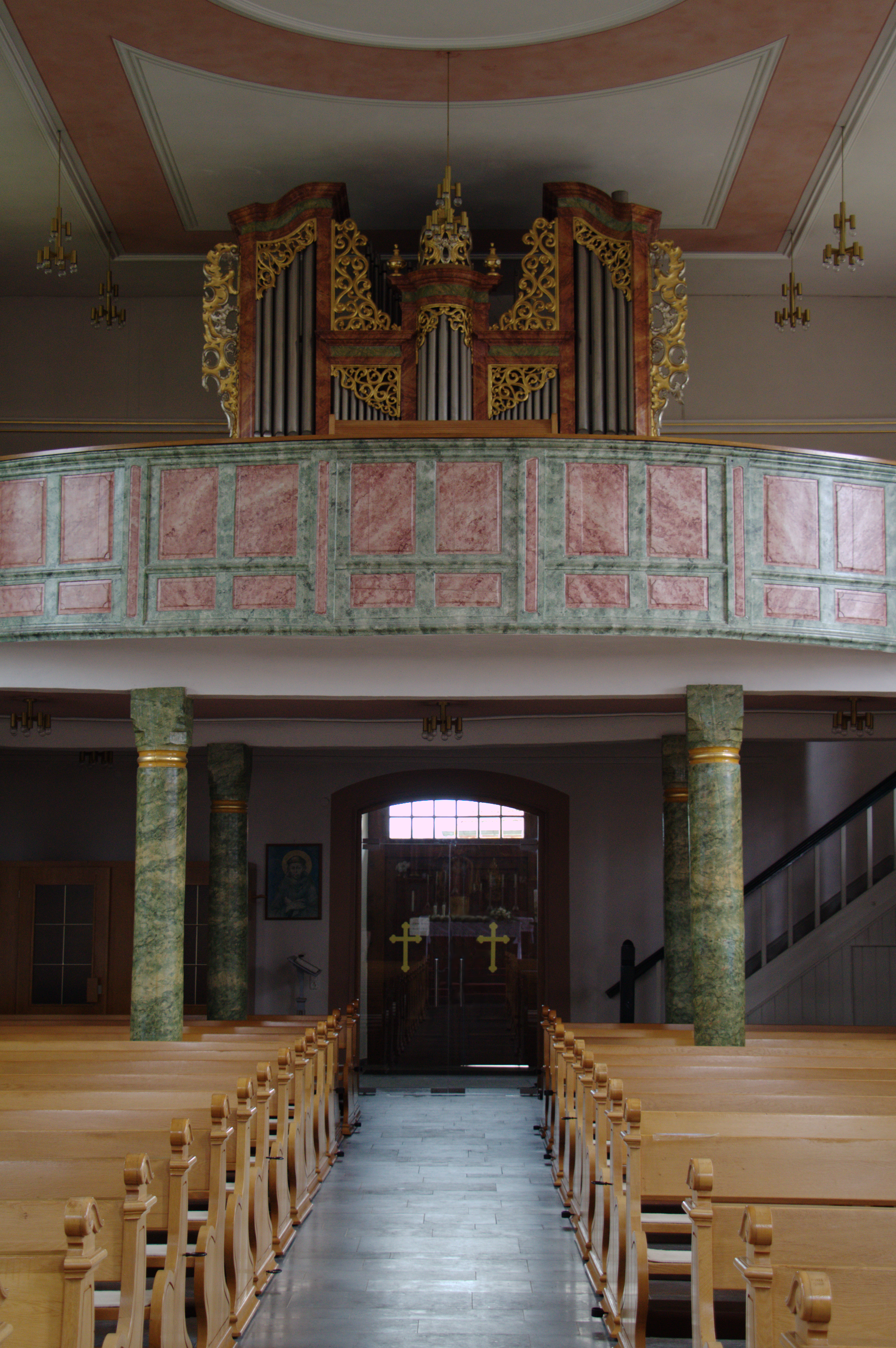
Blick zur Orgel

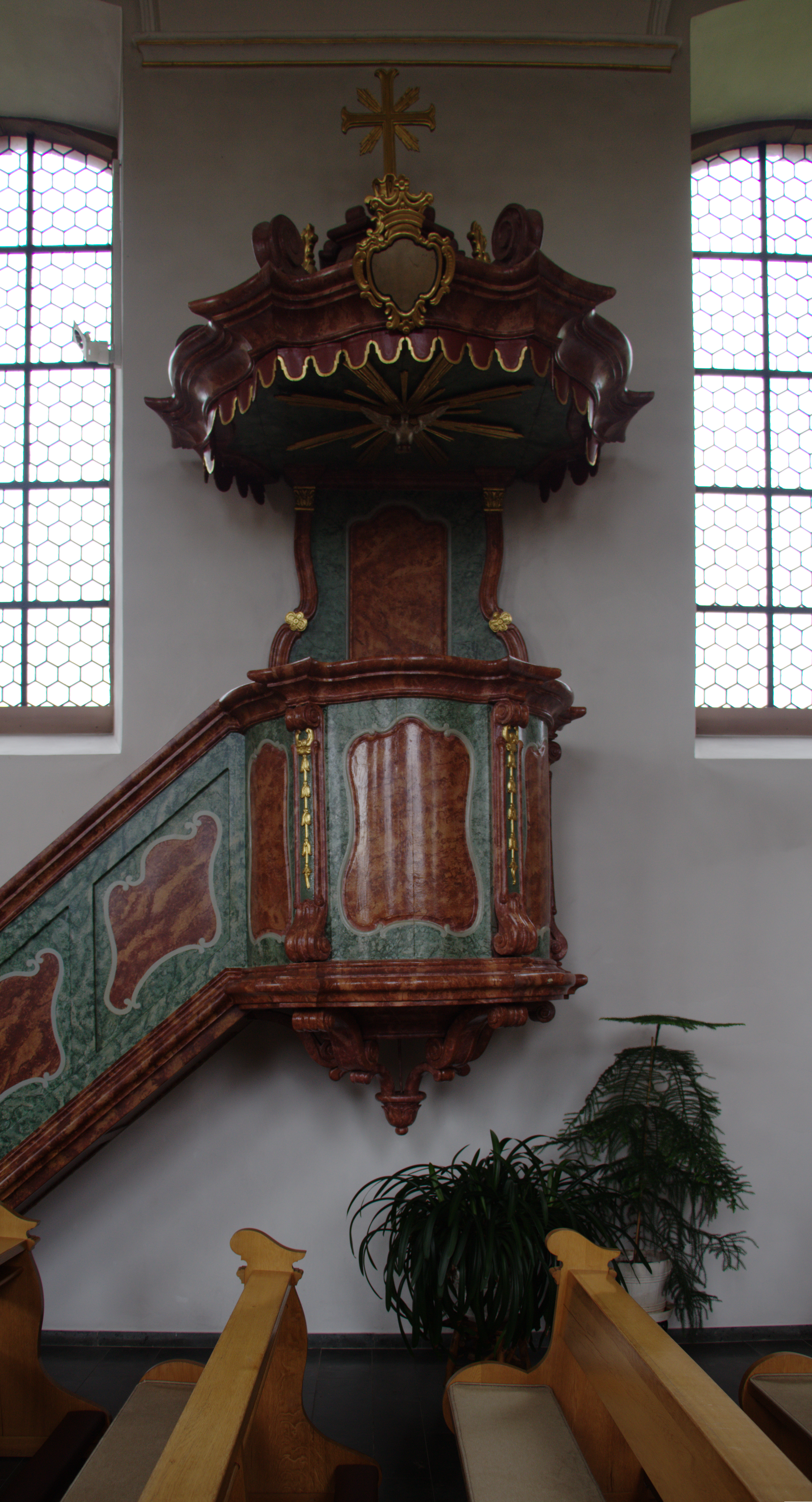
Blick zur Kanzel

Die Saalkirche hat ein rechteckiges Langhaus, einen dreiseitigen Abschluss des Chors und einen Kirchturm im Osten, der im 19. Jahrhundert mit einem achtseitigen, spitzen Helm und vier Wichhäuschen an den Ecken ergänzt wurde. Das Portal befindet sich zwischen Pilastern am Kirchturm. Die schlichte Kirchenausstattung stammt aus der Bauzeit. Die erste Orgel hat 1703 Johann Biehn gebaut. Sie wurde 1781 durch eine Orgel von Johann-Markus Oestreich und diese dann 1898 durch eine von Adolph Rieschick ersetzt. Die heutige vom Hey Orgelbau stammende Orgel hat 19 Register, verteilt auf zwei Manuale und Pedal.